# Geaca
Geaca est une commune de Transylvanie, située dans le județ de Cluj en Roumanie. Elle est composée des villages de Geaca, Chiriș, Lacu, Legii, Puini et Sucutard.

## Démographie
Selon le recensement effectué en 2021, la population de Geaca s'élève à 1 410 habitants, en baisse par rapport au recensement précédent de 2011, où 1 626 habitants avaient été enregistrés. La majorité des habitants sont des Roumains (75,6 %), avec des minorités de Hongrois (11,28 %) et de Roms (3,4 %).
En termes de confession, la majorité des habitants sont orthodoxes (71,77 %), avec des minorités de réformés (12,2 %), de témoins de Jéhovah (2,06 %), de pentecôtistes (1,63 %) et d'adventistes (1,49 %), et pour 10 % d'entre eux, l'affiliation confessionnelle est inconnue.